# Irina Antonova
Pour les articles homonymes, voir Antonova.
Irina Alexandrovna Antonova (en russe : Ирина Александровна Антонова), née le 20 mars 1922 à Moscou et morte le 30 novembre 2020,, est une ancienne conservatrice et directrice de musée russe. Parmi les nombreuses décorations qui lui ont été décernées, elle est commandeur de l'ordre des Arts et des Lettres, officier de la Légion d'honneur, commandeur de l'ordre du Mérite de la République italienne et détentrice du prix d'État de la fédération de Russie.

## Biographie
Irina Antonova poursuit des études d'histoire de l'art à l'université de Moscou, notamment auprès de l'historien Boris Wipper (1888-1967). Elle est diplômée en 1945 et entre cette année-là au musée Pouchkine de Moscou. C'est en février 1961 qu'un décret de Nikita Khrouchtchev la nomme directrice du musée.
Elle est directrice du musée Pouchkine de Moscou de 1961 à 2013, ce qui en fait à l'époque la plus ancienne et la plus âgée des directeurs de musée d'art majeur du monde. Depuis sa retraite, elle est présidente du musée Pouchkine.
Elle s'est exprimée sur le sujet de la restitution des biens culturels et des œuvres d'art de la Russie à l'Allemagne à la suite de la Deuxième Guerre mondiale, et a affirmé fermement que « La Russie ne doit rien à personne », considérant qu'il s'agissait d'une compensation de tous les biens culturels détruits par l'Allemagne nazie dans l'ancienne URSS et de tous les immenses dommages subis. La collection de la Gemäldegalerie de Dresde, confisquée en 1945, est restituée en 1955, sauf le Trésor de Priam.
Elle s'intéresse spécialement à l'impressionnisme et à la peinture moderne. Elle fait partie des équipes qui, en 1948, reçoivent les anciennes collections Morozov et Chtchoukine, issues de l'ancien musée d'art occidental moderne, dont les collections sont transférées au musée Pouchkine.
C'est elle qui est à l'origine de la création au musée des Nuits de décembre consacrées aux concerts de Richter à partir de 1981, ainsi que, depuis 1967, des « Conférences Wipper » qui ont lieu chaque année au musée Pouchkine et rassemblent, autour d'un thème ou d'une question historique, historiens d'art, historiens et conservateurs de musées, russes et étrangers.
Elle est à l'initiative des grandes expositions tournantes internationales « Moscou-Paris », « Moscou-Berlin », et « La Russie et l'Italie », ainsi que de l'« exposition Modigliani », l'« exposition Turner », l'« exposition Picasso » et de beaucoup d'autres qui ont eu un grand retentissement. Elle est également à l'origine d'une importante exposition sur Alexandre Soljenitsyne, présentée au musée Pouchkine de décembre 2013 à février 2014. Elle a été remplacée en juillet 2013 par Mme Marina Lochak. Demeurant toutefois présidente du musée Pouchkine, Irina Antonova a organisé l'exposition « Les voix du Musée imaginaire d'André Malraux », présentée au musée du 1er décembre 2016 au 12 février 2017.
Elle meurt à Moscou, le 30 novembre 2020, des suites de la Covid-19. Conformément à ses vœux, elle est inhumée au  columbarium du cimetière de Novodevitchi (Moscou), auprès de sa mère et de son époux.

## Distinctions
- Prix d'État de la fédération de Russie
- Ordre du Mérite pour la Patrie
- Ordre du Drapeau rouge du Travail
- Ordre de la Révolution d'Octobre
- Commandeur de l'ordre des Arts et des Lettres
- Officier de la Légion d'honneur
- Commandeur de l'ordre du Mérite de la République italienne
- Ordre de l'Amitié des peuples (14 novembre 1980)

## Hommage
François de Saint-Cheron, Hommage à Irina Antonova, Hors-série n° 8 de la revue Présence d'André Malraux, AIAM éditions, 2021.